# Murray Ball
Murray Hone Ball, född 26 januari 1939 i Feilding i Manawatū-Whanganui, död 12 mars 2017 i Gisborne, var en nyzeeländsk serietecknare. Han var mest känd för att ha skapat Fähunden, en tecknad serie som utspelar sig på en bondgård.